# Adesmia quadripinnata
Adesmia quadripinnata là một loài thực vật có hoa trong họ Đậu. Loài này được (Hicken) Burkart miêu tả khoa học đầu tiên.